# Theodor Bauder
Theodor Bauder (* 29. November 1888 in Freudenstadt; † Mai 1945) war ein deutscher Bauingenieur und SA-Führer zur Zeit des Nationalsozialismus.

## Leben
Bauder schloss seine Schullaufbahn an der Oberrealschule in Cannstatt ab und studierte danach Bauingenieurwesen an der Technischen Hochschule Stuttgart. Ab April 1915 nahm er als Freiwilliger am Ersten Weltkrieg teil und war zuletzt als Führer einer MG-Kompanie eingesetzt. Im Januar 1919 wurde Bauder aus der Armee entlassen. Er gehörte von 1911 bis 1939 dem Alldeutschen Verband und von 1921 bis 1923 der Württembergischen Bürgerpartei an. Bauder schlug die Beamtenlaufbahn in Württemberg ein, zunächst als Regierungsbaumeister (Assessor) und später als Regierungsbaurat.
Er trat der NSDAP zum 31. März 1927 bei (Mitgliedsnummer 58.712). Im September 1934 trat Bauder der SA bei und stieg darin im April 1943 bis zum SA-Oberführer auf. Bauder war Träger des Goldenen NSDAP-Parteiabzeichens und für die Partei als Gauamtsleiter ohne Geschäftsbereich tätig.
Als Beamter stieg Bauder zum Präsidenten des technischen Landesamts in Ludwigsburg auf. Nach der „Zerschlagung der Rest-Tschechei“ leitete Bauder im Protektorat Böhmen und Mähren beim dortigen Reichsprotektor Konstantin Freiherr von Neurath die Gruppe Straßenbau.
Nach Ausbruch des Zweiten Weltkrieges leitete Bauder ab 28. Februar 1940 bis 17. Januar 1945 die neueingerichtete Hauptabteilung Bauwesen in der Regierung des Generalgouvernements (GG). Bauder führte in dieser Funktion später den Titel Präsident der Hauptabteilung Bauwesen im GG. Zusätzlich war Bauder ab Anfang März 1940 Verbindungsmann des Hauptamts Technik zu Generalgouverneur Hans Frank. Von März 1943 bis Juli 1944 leitete er das technische Zentralamt im GG. Des Weiteren war er bis zum 17. Januar 1945 Generalbevollmächtigter für Bauwesen im GG.
Theodor Bauder war verheiratet und hatte mehrere Kinder. Seine Tochter Marianne war die Frau von Reinhard Appel.